# Tigridia pulchella
Tigridia pulchella är en irisväxtart som beskrevs av Benjamin Lincoln Robinson. Tigridia pulchella ingår i släktet Tigridia och familjen irisväxter. Inga underarter finns listade i Catalogue of Life.